# Conseil des droits de l'homme des Nations unies
Ne doit pas être confondu avec Comité des droits de l'homme ou Haut-Commissariat des Nations unies aux droits de l'homme.
Le Conseil des droits de l'homme des Nations unies est depuis 2006 l'organe intergouvernemental principal des Nations unies sur toutes les questions relatives aux droits de l'homme.
Le siège du Conseil est au palais des Nations à Genève, en Suisse. Son secrétariat est assuré par le Haut-Commissariat des Nations unies aux droits de l'homme. Le président du Conseil depuis le 1er janvier 2025 est le diplomate suisse Jürg Lauber.

## Histoire

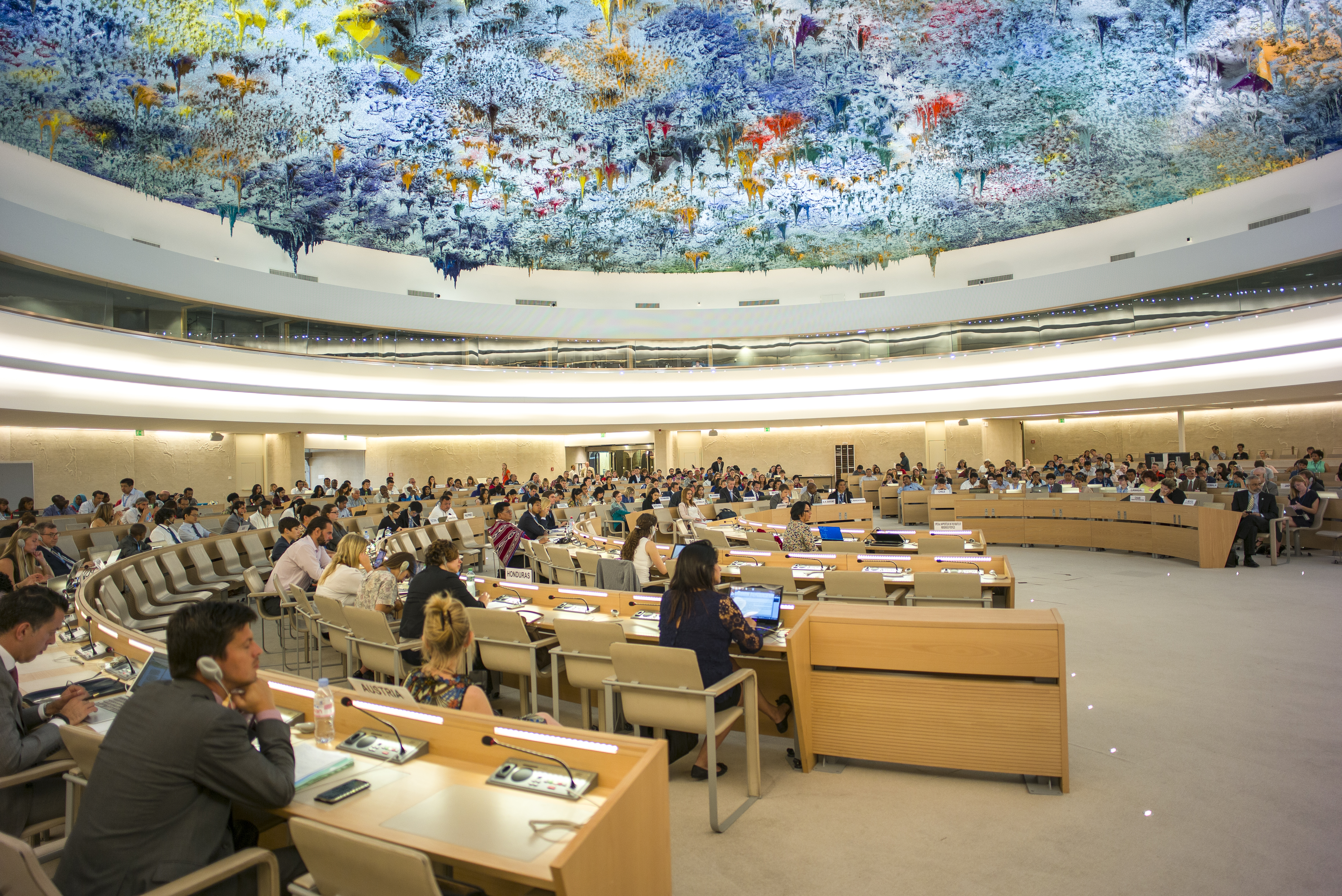
Salle du Conseil des droits de l'homme, dans le palais des Nations à Genève.

S'inscrivant dans un courant de réforme des Nations unies impulsé par le secrétaire général Kofi Annan au cours des années 1997 à 2005, la création du Conseil est pour la première fois suggérée dans un rapport de mars 2005, où il est noté que « des États ont cherché à se faire élire à la Commission non pas pour défendre les droits de l'homme mais pour se soustraire aux critiques, ou pour critiquer les autres », « effritant la crédibilité » de la Commission et ternissant la réputation du système des Nations unies tout entier. C'est pour cette raison qu'il est suggéré la création d'un Conseil des droits de l'homme, qui serait plus crédible (notamment via son mode d'élection réformée qui serait directement issu de l'Assemblée générale, avec un domaine de compétence plus vaste et qui pourrait devenir « soit un organe principal de l'ONU soit un organe subsidiaire de l'Assemblée générale », le hissant au rang d'institution et non plus de simple organe fonctionnel du Conseil économique et social. Selon le document de travail pour septembre 2005 du Secrétaire général des Nations unies, « ces premières mesures concrètes pourraient être l’amorce d’un changement de cap visionnaire pour l’humanité. ».
Sa création est décidée après le Sommet mondial des Nations unies de septembre 2005 et la résolution 60/251 de l'Assemblée générale du 15 mars 2006 dont le brouillon est présenté par le diplomate suédois Jan Eliasson, et fait du Conseil un organe subsidiaire de l'Assemblée générale, avec la première élection organisée le 9 mai 2006, une durée du mandat initial des membres déterminée par tirage au sort, tout en respectant une répartition géographique équitable.
La première session ordinaire du Conseil s'ouvre le 19 juin 2006 et une deuxième se tient du 19 septembre au 6 octobre suivant. Les États membres du Conseil décident de se donner une année pour redéfinir leurs règles de fonctionnement, au moyen de groupes de travail spécifiques. Au cours de la deuxième session, ils examinent l'ensemble des rapports en mars-avril 2006.
Deux autres sessions ordinaires se tiennent, du 29 novembre au 8 décembre 2006 et du 12 mars au 6 avril 2007. Parallèlement, les représentants des États se retrouvent au cours de plusieurs sessions de travail intergouvernemental pour définir les nouvelles règles de fonctionnement du Conseil qui sont adoptées lors de la 5e session, réunie du 11 au 18 juin 2007.
Un des principaux changements consiste en la mise en place d'un mécanisme d'examen périodique universel (EPU) de tous les pays au regard des droits de l'homme.
En 2007 est créé le comité consultatif du Conseil des droits de l'homme, composé de 18 experts siégeant à titre individuel, faisant fonction de groupe de réflexion attaché au Conseil, et de rapporteurs spéciaux des Nations unies chargés des droits économiques, sociaux et culturels (logement convenable, droit à l'alimentation), droits civils et politiques, droit au développement, droits des peuples et de groupes des minorités et individus particuliers.
Sous la présidence de George W. Bush, les États-Unis s'opposent à la création d'un Conseil sous cette forme. Ils ont par le passé vivement critiqué l'ancienne Commission, qu'ils jugeaient avoir perdu toute crédibilité à cause de la présence de plusieurs pays violant les droits de l'homme. Les garanties apportés par la création de ce nouveau Conseil ne les satisfaisant pas, ils ne se présentent pas comme candidats à la première élection. Mais l'entrée en fonction de Barack Obama change la politique du pays à cet égard. Dans une lettre du 22 avril 2009, la représentante permanente des États-Unis auprès de l'ONU, Susan Rice, annonce l’intention de son pays de se porter candidat à un siège au Conseil des droits de l’homme et, le 12 mai, les États-Unis sont élus membres du Conseil pour un mandat courant jusqu'en 2012.

### Retrait d'Israël
Le 26 mars 2012, Israël décide de rompre tout contact avec le Conseil des droits de l'homme, jugeant que ce dernier est biaisé et qu'il se concentre de manière disproportionnée sur la situation des territoires occupés. Cette annonce fait suite à la décision du Conseil de démarrer une mission d'enquête internationale indépendante sur l'impact des colonies israéliennes dans les Territoires palestiniens occupés. En conséquence, Israël devient le premier pays à ne pas se soumettre à l'examen périodique universel en janvier 2013. 
Dans sa décision OM/7/01, le Conseil décide de repousser l'examen à octobre 2013. Après avoir rappelé les diverses dispositions relatives à l'EPU, le Conseil s'attarde à souligner l'obligation de coopération qui pèse sur les États en vertu de l'article 56 de la Charte. Il demande donc à Israël de coopérer à nouveau, prie le « président du Conseil des droits de l’homme de prendre toutes les mesures appropriées, conformément à son mandat, pour exhorter l’État examiné à coopérer de nouveau avec le mécanisme de l’examen périodique universel ». Selon son point 6, la décision crée également un précédent procédural pour les cas futurs.
Lors de la 17e session, Israël décide finalement de se présenter. La question relative à la mise en œuvre de recommandations faites durant l'EPU reste en suspens. Lors de l'examen, le Conseil insiste sur l'importance pour les États de prendre une part active à l'EPU (notamment en mettant en œuvre les recommandations) et de ne pas se limiter à une participation passive, consistant juste à se présenter à l'EPU.

### Retrait des États-Unis
Le 19 juin 2018, les États-Unis annoncent leur départ du Conseil. Leur décision survient au lendemain de vives critiques du Haut-Commissaire de l’ONU aux droits de l’homme, Zeid Ra'ad Zeid Al-Hussein, contre la politique « inadmissible » et « cruelle » des autorités américaines de séparation d’enfants de leurs parents sans-papiers à la frontière mexicaine. L’ambassadrice des États-Unis à l'ONU, Nikki Haley, justifie ce retrait en affirmant que le Conseil des droits de l'homme « ne mérite pas son nom », dans la mesure où il comprend des régimes autoritaires comme la Chine, Cuba et le Venezuela,. Qualifiant l’institution de « cloaque de partis pris politiques », elle déclare : « Nous prenons cette mesure parce que notre engagement ne nous permet pas de continuer à faire partie d'une organisation hypocrite et servant ses propres intérêts, qui fait des droits de l'homme un sujet de moquerie », ajoutant : « Cinq résolutions ont été votées contre l’État hébreu. C’est plus que toutes les résolutions confondues contre la Corée du Nord, l’Iran et la Syrie ».

#### Réactions
Le directeur de l’organisation de défense des droits de l’homme Human Rights Watch (HRW), Kenneth Roth déclare que « Donald Trump n’est intéressé que par la défense d’Israël [alors que] le CDH a joué un rôle important dans des pays comme la Corée du Nord, la Syrie, la Birmanie et le Soudan du Sud ».
L'Union européenne déclare que la décision de Washington « risque de saper le rôle des États-Unis en tant que champion de la démocratie ». Le secrétaire britannique au Foreign Office, Boris Johnson, évoque pour sa part une décision « regrettable ».
Benyamin Netanyahou salue dans la nuit une « décision courageuse contre l’hypocrisie et les mensonges de ce soi-disant Conseil des droits de l’homme de l’ONU ».

### Élection de 2021
La juriste fidjienne Nazhat Shameem Khan, connue pour son engagement en faveur des droits de l'homme, est initialement la seule candidate pour la présidence du Conseil pour l'année 2021. Elle a le soutien des États occidentaux, mais la Russie, la Chine et l'Arabie saoudite s'opposent à sa candidature. Précédemment, les présidents du Conseil avaient toujours été choisis par consensus, sans opposition et sans élection. L'Arabie saoudite obtient alors de son allié le Bahreïn, pays critiqué pour ses violations des droits de l'homme, qu'il présente un candidat contre Nazhat Shameem. L'Ouzbékistan, État autoritaire critiqué pour ses multiples violations des droits de l'homme, présente également un candidat. Cela entraîne pour la première fois une élection pour la présidence, à bulletin secret. Nazhat Shameem Khan est élue le 15 janvier avec vingt-neuf voix sur quarante-sept, et entre en fonction le jour-même. Le New York Times remarque que cette élection, souhaitée par les pays occidentaux contre la volonté d'États autoritaires connus pour leur répression des droits de l'homme, restaure un élément de crédibilité au Conseil et pourrait faciliter la décision du nouveau président américain Joe Biden de réintégrer les États-Unis à l'organisation,,.
En février 2021, les États-Unis annoncent, à la suite de l'élection de Joe Biden, vouloir réintégrer le Conseil des droits de l'homme de l'ONU.

### Chine
Lors de la 48e session, les États membres de l'ONU du Conseil ont condamné la Chine pour ses violations des droits de l'homme au Tibet, selon Tibet.net.

### Russie
Le 7 avril 2022, la onzième session extraordinaire d'urgence de l'Assemblée générale des Nations unies adopte la résolution ES-11/3 qui suspend la Russie de son appartenance au Conseil en représailles aux massacres qui lui sont imputés lors de son invasion de l'Ukraine.

## Examen périodique universel
La mise en place de l'examen périodique universel (EPU) respecte les modalités et procédures suivantes :
- une périodicité de l'examen de quatre ans et demi, pour un total de 42 États par an (lors du premier cycle, soit de 2008 à 2012, 48 États étaient revus par an sur un total de 4 ans). En conséquence, les 193 États membres des Nations unies ont tous été examinés entre 2008 et 2011
- l’ordre d’examen doit refléter les principes d’universalité et d’égalité de traitement
- tous les États membres du Conseil seront examinés pendant qu’ils siègent au Conseil. Les membres initiaux du Conseil ont été les premiers à être examinés
- la sélection des pays à examiner doit obéir au principe de la répartition géographique équitable
- le premier État membre et les premiers États observateurs à examiner seront choisis par tirage au sort dans chaque groupe régional de façon à garantir le respect absolu du principe de la répartition géographique équitable. L’examen se déroulera ensuite dans l’ordre alphabétique

Ces deux derniers points ne sont cependant plus d'actualité ; en effet, l'ordre d'examen a été maintenu lors du deuxième cycle (deuxième série d'examens), mais 6 États de moins sont revus chaque année.
Des mécanismes du même ordre existent dans d’autres organisations : l’Agence internationale de l'énergie atomique, le Conseil de l'Europe, le Fonds monétaire international, l'Organisation des États américains, le Bureau international du travail et l'Organisation mondiale du commerce.
Mis à part les rapports trisannuels consacrés au développement des politiques de droits humains que les États membres doivent soumettre au secrétaire général depuis 1956, le mécanisme d’EPU du Conseil des droits de l’homme constitue une première dans le domaine. Il marque une sortie de la sélectivité qui a été critiquée par plusieurs États et Organisations non gouvernementales (ONG). Enfin, le mécanisme illustre et conforte le caractère universel des droits humains.
Ce mécanisme d'examen concerne tous les pays à tour de rôle à partir de février 2008. Au cours de sessions spécifiques du Conseil, chaque pays fait l'objet d'un débat de trois heures, qui permettra de formuler un projet de recommandations adressées à l’État examiné ou sur un projet de résolution.
L'examen de la situation de chaque pays se fera sur la base de trois documents :
- un rapport de vingt pages présenté par le pays concerné, qui est « encouragé », pour préparer ce rapport, à « procéder à des consultations de grande envergure au niveau national avec toutes les parties prenantes pour rassembler ces renseignements »[27];
- un rapport de dix pages du Haut-Commissariat des Nations unies aux droits de l'homme résumant les informations rassemblées par l’ONU sur ce pays ;
- un rapport de dix pages du Haut-Commissariat sur les positions des ONG.

Pour chaque pays examiné, trois pays sont tirés au sort pour former un groupe (la troïka), qui sera responsable de mener à bien la rédaction du rapport du groupe de travail.
Les ONG peuvent assister à cet examen, mais sans prendre la parole. Lors de l'adoption du rapport en séance plénière du Conseil, c'est-à-dire lorsque les recommandations finales sont adoptées, elles disposent de 20 minutes pour prendre la parole : dix ONG parlent deux minutes chacune.
Les chefs de délégation exercent différentes fonctions : ministre de la Justice (Royaume-Uni, Canada), ambassadeur pour les droits de l'homme (France), ministre des Affaires étrangères (Pakistan).

## Recommandations
Les recommandations sont le principal outil de l'EPU ; il existe deux bases de données permettant de les rechercher : une officielle mais incomplète, le Haut Commissariat aux droits de l'homme, et une organisation non gouvernementale UPR Info, entièrement destinée à l'examen périodique universel.

## Réactions
Les avis sur l'EPU sont partagés. Plusieurs ONG soulignent que le mécanisme va permettre d'avoir un dialogue renforcé sur la réalisation des droits de l'homme dans chaque pays, malgré les limites posées à la participation des ONG.
Une étude de la fin de 2012 démontre qu'à mi-parcours, soit entre deux examens, 40 % des recommandations ont déclenché une action de l’État.

## Controverses
La crédibilité du Conseil est souvent mise en doute du fait de l'identité de ses membres et de leurs priorités manifestes. En effet, plus de la moitié des pays membres ne correspondent eux-mêmes pas aux critères d'une société démocratique respectant les droits de l'homme, et certains accusent le Conseil de n'avoir jamais émis la moindre condamnation contre ses propres membres, au nombre desquels on compte l'Arabie saoudite (qui plus est membre de la Commission de la condition des femmes), et la Chine, les deux pays champions du monde de la peine de mort, mais aussi des dictatures comme l’Égypte, le Pakistan ou encore le Congo (RDC). Ces accusations sont toutefois nuancées par le fait que le Conseil a condamné l'assassinat du journaliste Jamal Khashoggi, la réalisation d'une enquête sur les crimes de guerre au Yémen ayant par ailleurs déjà entraîné une condamnation de l'Arabie saoudite et des Émirats Arabes Unis, ou encore la publication de communiqués condamnant le traitement d'opposants chinois.
Le 9 mars 2005, Human Rights Watch a déclaré que « l’organisme des droits de l’homme de l’ONU doit lutter pour rétablir sa crédibilité ». « La Commission est devenue un lieu de refuge pour des gouvernements comme le Soudan, qui devraient être sur le banc des accusés plutôt qu’au cœur de l’organe principal de l’ONU pour les droits de l’homme ». « La Commission doit se concentrer sur la protection des droits de l’homme, au lieu d’empêcher la critique à l’encontre des pays membres qui commettent de sérieux abus », a soutenu Kenneth Roth, le directeur général de Human Rights Watch.
Le secrétaire général de l'ONU Kofi Annan insiste sur le fait que le Conseil doit « assurer l’universalité, l’objectivité et la non-sélectivité et mettre fin à la pratique du deux poids deux mesures et à toute politisation ». En 2006, il regrette que le Conseil ne porte pas la même attention aux violations commises dans certains États que celles commises en Israël.
En 2008, son successeur Ban Ki-moon déclare être « déçu par la décision du Conseil de choisir seulement un dossier régional spécifique, le conflit israélo-palestinien, malgré l’étendue et la portée des allégations de violations de droits de l'homme dans le monde entier ». En effet, la hiérarchie des priorités du Conseil est extrêmement proche des intérêts de l'Organisation de la coopération islamique, et Israël a fait l'objet de plus de la moitié des condamnations émises par la Commission.
En 2008, la Licra dénonce, au travers d'un texte collectif signé entre autres par Élisabeth Badinter et Elie Wiesel, le Conseil des droits de l'homme, lui reprochant d'être une organisation « devenue une machine de guerre idéologique à l'encontre de ses principes fondateurs ».
En 2009, Jeffrey Laurenti, directeur de The Century Foundation (en) dénonce le fait que « la Conférence Islamique est souvent le sponsor des résolutions condamnant Israël et que d'autres pays du tiers- monde tendent à suivre ces résolutions entrainant une majorité substantielle sur la question ». Ce point de vue est partagé par les États- Unis qui critiquent également les modalités d’adhésions au Conseil. Freedom House déplore que le Conseil n'ait condamné qu'un petit nombre de pays, la République démocratique du Congo, la Somalie, la Corée du Nord ou encore Israël, estimant que ce dernier « est resté la cible d'un nombre excessif de résolutions la condamnant : 10 résolutions sur 18 de 2007 à 2009 et 19 sur 31 depuis la première session du Conseil, les qualifiant « d'unilatérales ». À l’ONU, un mouvement s'efforce depuis plusieurs années de promouvoir l’inscription de la diffamation des religions comme une nouvelle forme de racisme. Ces tentatives, promues notamment par l’Organisation de la coopération islamique (OCI), sont également régulièrement critiquées au niveau international.
En 2010, John F. Sammis, représentant les États-Unis au Conseil économique et social des Nations unies, déclare que la « continuation du biais contre Israël est évidente dans la résolution précipitée du Conseil d’établir une mission d'enquête avec un mandat défectueux pour étudier l'incident tragique à bord des bateaux en relation avec Gaza fin mai 2010 et sa résolution de suivi sur le rapport de la mission d'enquête ». L'ambassadeur d'Israël à Genève Aharon Leshno Yaar a déploré « qu'Israël ne peut pas obtenir une audition juste au Conseil de droits de l'homme ».
En 2011, la secrétaire d'État Hillary Clinton a déclaré lors d'une session du Conseil qu'il « ne peut pas continuer à consacrer une attention disproportionnée sur aucun pays exclusivement. » Elle a regretté que durant ces cinq dernières années « Israël restera le seul pays sujet à un ordre du jour permanent,,. » Richard Goldstone a quant à lui souligné que « l'histoire de biais du Conseil de droits de l'homme de l'ONU contre Israël ne peut pas être contestée. » La journaliste américaine Claudia Rosett, connue pour ses positions critiques envers l'ONU, déplore dans une tribune dans le journal Forbes que 27 résolutions aient condamné Israël tout en absolvant « ses attaquants y compris les organisations terroristes comme le Hamas et le Hezbollah appuyés par l'Iran ».
Début 2018, Israël a été condamné dans 78 résolutions par le Conseil depuis sa création (plus que pour tout le reste du monde réuni, selon un décompte établi mi-2015).
L'ONG UN Watch, spécialisée dans la surveillance de l'ONU pour que celle-ci respecte sa charte, se montre très critique envers le Conseil des droits de l'homme des Nations unies lui reprochant notamment de systématiquement choisir des experts partiaux quand cela concerne Israël,,. L'ONG UN Watch dénonce le fait que les pays violateurs des droits de l'homme utilisent le Conseil des droits de l'homme des Nations unies pour masquer leurs atteintes aux droits de l'homme.
Au cours de l'année 2015, l'Arabie saoudite fait campagne auprès du groupe Asie du Conseil des droits de l'homme pour devenir son représentant et y parvient. Par conséquent, en septembre 2015, l'Arabie saoudite accède à la direction du panel du Conseil des droits de l'homme de l'ONU, qui est l'objet d'une tournante parmi ses cinq représentants. Cette décision est vivement critiquée par différentes associations luttant pour les droits de l'homme qui dénoncent le traitement que ce pays réserve aux femmes, aux minorités et aux dissidents,,. Selon Hillel Neuer, directeur de l'ONG UN Watch, ceci équivaut à nommer un pyromane à la tête des pompiers. Cette controverse prend une plus grande proportion alors que l'Arabie saoudite a pour projet quelques jours après sa nomination de décapiter, puis crucifier Ali Mohammed Al-Nimr, un opposant chiite de 21 ans, son corps étant ensuite exposé publiquement jusqu'au pourrissement de ses chairs.
Le 12 octobre 2018, lors des élections au Conseil des droits de l’homme, plusieurs ONG d'Europe, des États-Unis et du Canada (UN Watch, Raoul Wallenberg Center for Human Rights, Human Rights Foundation…) estiment que six pays ne sont « pas qualifiés » pour siéger au Conseil des droits de l'homme en raison de leurs faibles résultats dans ce domaine. C'était « un vote ridicule sans concurrence », dénonce Louis Charbonneau de l'ONG Human Rights Watch (HRW). « De tels votes se moquent du mot "élection" », ajoute-t-il.
Le 13 octobre 2020, l'Arabie saoudite échoue dans sa candidature à un siège au Conseil des droits de l'homme des Nations unies. L'Arabie saoudite et la Chine se disputaient cette place dans une course à cinq pour quatre places avec le Pakistan, l'Ouzbékistan et le Népal. La Chine obtient 139 voix, l'Ouzbékistan 164, le Pakistan 169 voix et l'Arabie saoudite arrive cinquième avec 90 voix, battue par le Népal avec 150 voix,. Human Rights Watch condamne les candidatures de la Chine et de l’Arabie saoudite, les qualifiant issues de « deux des gouvernements les plus abusifs du monde ».

### Affaire des accréditations
Une fonctionnaire des Nations unies, Emma Reilly, ancienne « officière des droits de l’homme », dévoile à la presse que l’ONU a livré à la Chine les noms d’opposants accrédités pour assister au Conseil des droits de l’homme, pratique susceptible, notamment lorsqu'il s'agit d'opposants Ouïghours, de mettre en danger leur sécurité et celle de leur famille. Un porte-parole du Haut-Commissariat aux droits de l’homme indique que cette pratique a cessé depuis 2015. Emma Reilly, qui demande sur le sujet une enquête impartiale, s'est vue écartée de toute fonction au sein de l'institution.

## États membres
Les membres du Conseil sont 47 États élus par l'Assemblée générale à la majorité absolue pour une période de trois ans et non rééligibles après deux mandats consécutifs. Après six ans, un État doit patienter au moins pendant un an avant de refaire acte de candidature. Le Conseil est renouvelable par tiers tous les ans. Chaque mandat commence au 1er janvier et se termine au 31 décembre, trois ans plus tard.
Voici la liste des États membres (au 1er janvier 2025) par continent avec la date d'échéance du mandat :
- Afrique (13 sièges)
  -  Afrique du Sud (2025)
  -  Algérie (2025)
  -  Bénin (2027)
  -  Burundi (2026)
  -  Côte d'Ivoire (2026)
  -  Éthiopie (2027)
  -  Gambie (2027)
  -  Ghana (2026)
  -  Kenya (2027)
  -  Malawi (2026)
  -  Maroc (2025)
  -  République démocratique du Congo (2027)
  -  Soudan (2025)
- Asie (13 sièges)
  -  Bangladesh (2025)
  -  Chine (2026)
  -  Chypre (2027)
  -  Corée du Sud (2027)
  -  Îles Marshall (2027)
  -  Indonésie (2026)
  -  Japon (2026)
  -  Kirghizistan (2025)
  -  Koweït (2026)
  -  Maldives (2025)
  -  Qatar (2027)
  -  Thaïlande (2027)
  -  Viêt Nam (2025)
- Europe orientale (6 sièges)
  -  Albanie (2026)
  -  Bulgarie (2026)
  -  Géorgie (2025)
  -  Macédoine du Nord (2027)
  -  République tchèque (2027)
  -  Roumanie (2025)
- Amérique latine et Caraïbes (8 sièges)
  -  Bolivie (2027)
  -  Brésil (2026)
  -  Chili (2025)
  -  Colombie (2027)
  -  Costa Rica (2025)
  -  Cuba (2026)
  -  Mexique (2027)
  -  République dominicaine (2026)
- Europe occidentale et autres États (7 sièges)
  -  Allemagne (2025)
  -  Belgique (2025)
  -  Espagne (2027)
  -  France (2026)
  -  Islande (2027)
  -  Pays-Bas (2026)
  -  Suisse (2027)

## Présidents
| Période                             | Nom                             | Pays         |
| ----------------------------------- | ------------------------------- | ------------ |
| 19 juin 2006 - 18 juin 2007         | Luis Alfonso de Alba            | Mexique      |
| 19 juin 2007 - 18 juin 2008         | Doru Romulus Costea             | Roumanie     |
| 19 juin 2008 - 18 juin 2009         | Martin Ihoeghian Uhomoibhi      | Nigeria      |
| 19 juin 2009 - 18 juin 2010         | Alex Van Meeuwen                | Belgique     |
| 19 juin 2010 - 18 juin 2011         | Sihasak Phuangketkeow           | Thaïlande    |
| 19 juin 2011 - 31 décembre 2012     | Laura Dupuy Lasserre            | Uruguay      |
| 1er janvier - 31 décembre 2013      | Remigiusz Achilles Henczel      | Pologne      |
| 1er janvier - 31 décembre 2014      | Baudelaire Ndong Ella           | Gabon        |
| 1er janvier - 31 décembre 2015      | Joachim Rücker                  | Allemagne    |
| 1er janvier - 31 décembre 2016      | Choi Kyong-lim                  | Corée du Sud |
| 1er janvier - 31 décembre 2017      | Joaquin Alexander Maza Martelli | Salvador     |
| 1er janvier 2018 - 31 décembre 2018 | Vojislav Šuc                    | Slovénie     |
| 1er janvier 2019 - 31 décembre 2019 | Coly Seck                       | Sénégal      |
| 1er janvier 2020 - 15 janvier 2021  | Elisabeth Tichy-Fisslberger     | Autriche     |
| 15 janvier 2021 - 31 décembre 2021  | Nazhat Shameem Khan             | Fidji        |
| 1er janvier 2022 - 31 décembre 2022 | Federico Villegas               | Argentine    |
| 1er janvier 2023 - 31 décembre 2023 | Václav Bálek                    | Tchéquie     |
| 10 janvier 2024 - 31 décembre 2024  | Omar Zniber,                    | Maroc        |
| 1er janvier 2025 - 31 décembre 2025 | Jürg Lauber                     | Suisse       |